# Kalai (upazila)
Pour les articles homonymes, voir Kalai (homonymie).
Kalai, en bengali : কালাই, est une upazila du Bangladesh dans le district de Jaipurhat ayant en 1991 une population de 114 183 habitants.